# Кеминьи-Пуазо
Кеминьи́-Пуазо́ (фр. Quemigny-Poisot) — коммуна во Франции, находится в регионе Бургундия. Департамент коммуны — Кот-д’Ор. Входит в состав кантона Жевре-Шамбертен. Округ коммуны — Дижон.
Код INSEE коммуны — 21513.

## Население
Население коммуны на 2010 год составляло 197 человек.
| 1962 | 1968 | 1975 | 1982 | 1990 | 1999 | 2010 |
| ---- | ---- | ---- | ---- | ---- | ---- | ---- |
| 111  | 99   | 90   | 126  | 167  | 187  | 197  |

## Экономика
В 2010 году среди 128 человек трудоспособного возраста (15—64 лет) 93 были экономически активными, 35 — неактивными (показатель активности — 72,7 %, в 1999 году было 70,5 %). Из 93 активных жителей работали 88 человек (39 мужчин и 49 женщин), безработных было 5 (4 мужчины и 1 женщина). Среди 35 неактивных 15 человек были учениками или студентами, 13 — пенсионерами, 7 были неактивными по другим причинам.